# Cascudo (peixe)
Cascudo é a designação comum aos peixes siluriformes da família Loricariidae, também conhecidos como caximbau, acari, acari-bodó, bodó, cari, chupa-pedra, boi-de-guará e uacari. Os loricariídeos são peixes exclusivamente de água doce, que habitam os rios e lagos da América Central e do Sul. O nome dessa família de peixes vem da palavra "lorica" que se refere a um tipo antigo de armadura em referência ao tipo de escamas desses peixes que formam uma carapaça flexível.

## Etimologia
"Uacari" é proveniente do termo tupi waka'ri.

## Descrição
Os cascudos caracterizam-se pelo corpo delgado, revestido de placas ósseas, e pela cabeça grande. A boca localiza-se na face ventral e em algumas espécies é rodeada por barbas. Estes peixes vivem nos fundos dos rios, até cerca de 30 metros de profundidade, e apresentam hábitos iliófagos, alimentando-se de lodo, vegetais e restos orgânicos em geral.
Ao contrário do que muitos afirmam, eles não "limpam o fundo" do aquário e não se alimentam dos detritos e dejetos.

## Gastronomia
Muito apreciado na região amazônica, este peixe possui até mesmo um festival, onde todos os tipos de iguarias são preparadas, incluindo sanduíches, pizza e outros pratos.

## Comida
Estes peixes são muito “bom de garfo”, vivem comendo, se alimentam de algas presentes em pedras, tanino, presente nos troncos, pequenos crustáceos e matéria orgânica.

## Géneros

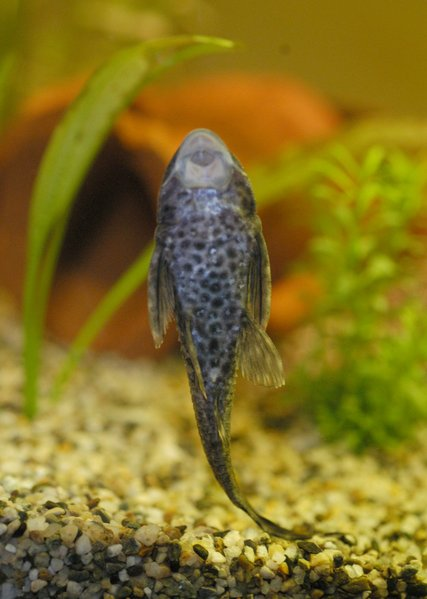
Região ventral do Hypostomus plecostomus em um aquário

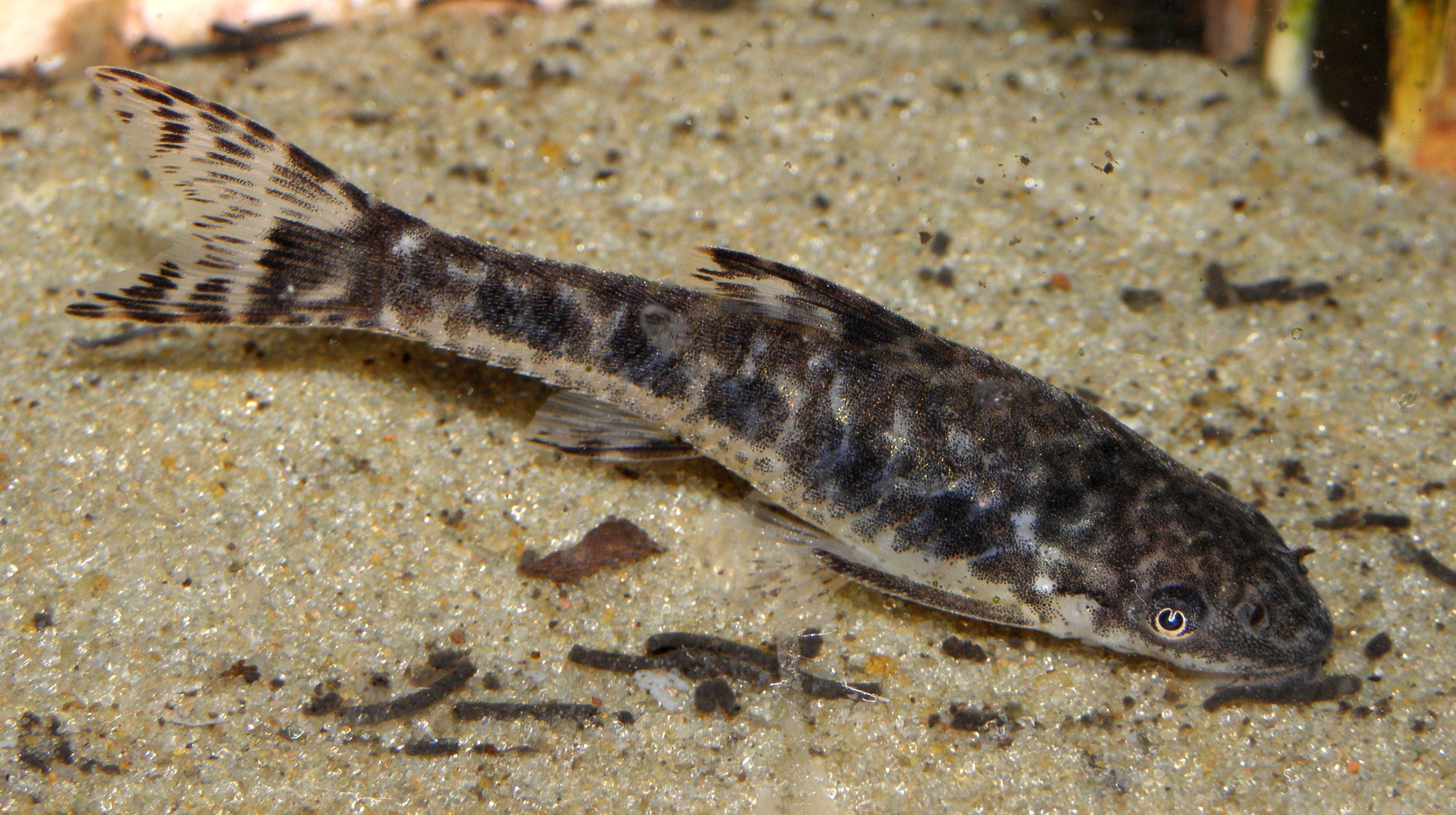
Otocinclus arnoldi repousando sobre substrato do aquário.

- Acanthicus
- Acestridium
- Ancistrus
- Aphanotorulus
- Apistoloricaria
- Aposturisoma
- Baryancistrus
- Brochiloricaria
- Chaetostoma
- Cordylancistrus
- Corumbataia
- Corymbophanes
- Crossoloricaria
- Cteniloricaria
- Dasyloricaria
- Dekeyseria
- Delturus
- Dentectus
- Dolichancistrus
- Epactionotus
- Eurycheilichthys
- Exastilithoxus
- Farlowella
- Furcodontichthys
- Glyptoperichthys
- Guyanancistrus
- Harttia
- Harttiella
- Hemiancistrus
- Hemiodontichthys
- Hemipsilichthys
- Hisonotus
- Hopliancistrus
- Hypancistrus
- Hypoptopoma
- Hypostomus
- Isbrueckerichthys
- Isorineloricaria
- Ixinandria
- Kronichthys
- Lamontichthys
- Lasiancistrus
- Leporacanthicus
- Leptoancistrus
- Limatulichthys
- Lipopterichthys
- Liposarcus
- Lithogenes
- Lithoxancistrus
- Lithoxus
- Loricaria (peixe)
- Loricariichthys
- Megalancistrus
- Metaloricaria
- Microlepidogaster
- Nannoptopoma
- Neblinichthys
- Neoplecostomus
- Niobichthys
- Oligancistrus
- Otocinclus
- Otothyris
- Oxyropsis
- Panaque
- Paraloricaria
- Parancistrus
- Pareiorhina
- Parotocinclus
- Peckoltia
- Planiloricaria
- Pogonopoma
- Pseudacanthicus
- Pseudancistrus
- Pseudohemiodon
- Pseudolithoxus
- Pseudoloricaria
- Pseudorinelepis
- Pseudotocinclus
- Pseudotothyris
- Pterosturisoma
- Pterygoplichthys
- Pyxiloricaria
- Reganella
- Rhadinoloricaria
- Rhinelepis
- Ricola
- Rineloricaria
- Schizolecis
- Scobinancistrus
- Spatuloricaria
- Spectracanthicus
- Squaliforma
- Sturisoma
- Sturisomatichthys